# تيرنست (العرجان)
تيرنست هي إحدى مشيخات المملكة المغربية، تتبع جغرافيا لإقليم بولمان وإداريًا لالعرجان. يقدر عدد سكانها بـ 2973 نسمة حسب الإحصاء الرسمي للسكان والسكنى لسنة 2004.